# Punta de Tarifa
Punta de Tarifa is het zuidelijkste puntje van het Iberisch schiereiland en het Europese continent. Het ligt ten zuiden van de stad Tarifa in de Spaanse provincie Cádiz, aan de Atlantische kant van de Straat van Gibraltar.  Vanaf hier is de Marokkaanse kust te zien.
Het is het zuidoostelijke punt van het voormalige eiland Isla de Tarifa of Isla de las Palomas, dat nu met het vasteland verbonden is door middel van een dam. Tussen 1930 en 2001 was er op dit eiland een militaire installatie.
De naam Tarifa, van zowel het eiland als de gemeente, heeft zijn oorsprong bij Tariq ibn Zijad, die in 710 de islamitische verovering van Spanje door de Omajjaden hier begon.